# Marco Ferreira (arbitre)
Pour les articles homonymes, voir Marco Ferreira et Ferreira.
Marco Ferreira est un arbitre portugais de football né le 8 mars 1977  à Funchal au (Portugal).
Il est arbitre depuis 1995. Il est promu dans le championnat portugais comme arbitre portugais de 1re catégorie lors de la saison 2007-2008.
Il fait partie de l'AF Madère.

## Statistiques
mis à jour à la fin de la saison 2008-2009
- 11 matches de 1re division portugaise.
- 20 matches de 2e division portugaise.